# Edward Ullman
Pour les articles homonymes, voir Ullman.
Edward Louis Ullman, né en 1912 et mort en 1976, est un géographe américain, spécialiste des transports et de la ville, qui a largement contribué à la diffusion de la nouvelle géographie.

## Parcours
Il est le fils du professeur de philologie latine Berthold Ullman et de son épouse Mary Louise Bates. Il se forme à l'université de Chicago, où il est influencé par la sociologie urbaine de Park et Burgess, de l'École de Chicago. Il soutient à l'université de Chicago en 1943 une thèse doctorale portant sur le transport maritime et ses effets économiques dans la ville portuaire de Mobile. Il est alors recruté comme spécialiste par l'Office of Strategic Services durant la Seconde Guerre mondiale. Après la guerre, il est recruté comme économiste par la United States Maritime Commission et fait occasionnellement des recherches pour le compte de l'état-major américain.
Il devient professeur de géographie, à l'université de Washington à Seattle, où il enseigne de 1951 jusqu'à sa mort en 1976. Parallèlement, il a travaillé pour la Commission de réglementation nucléaire des États-Unis et Amtrak.
En 1958, il reçoit le prix de la Meritorious Contribution de l'Association of American Geographers.
Entre 1960 et 1961, il est président de la Regional Science Association.
En 1990, l'Association of American Geographers crée le prix Edward L. Ullman récompensant une contribution significative dans le domaine de la géographie des transports.

## Théorisations

Modèle polynucléaire de Chauncy Harris et Edward Ullman

Il propose l'hypothèse que les échanges commerciaux s'effectuent selon plusieurs formes d'interactions :
- complementarity ;
- intervening opportunities ;
- transferability of commodities.

Le niveau d'interaction peut être mesuré par un modèle gravitaire d'échanges qu'il décrit ainsi :
{\displaystyle I_{i,j}={\frac {p_{i}\times p_{j}}{d_{i,j}^{\beta }}}}
Où :
- I est le niveau d'interaction entre i et j (parfois appelé quantité d'échange entre i et j)
- pi = population de i
- pj = population de j
- Di,j = distance entre i et j
- β = facteur d'impédance

## Publications
- Ullman, E. L. (1972). Space and/or Time. University of Washington Press.
- Ullman, E. L. (1971). The economic base of american cities. University of Washington Press.
- Ullman, E. L., & Dacey, M. F. (1962). The minimum requirements approach to the urban economic base. In Proceedings of the IGU Symposium on Urban Geography, Lund: CWK Gleerup (p. 485–518).
- Ullman, E. L. (1960). Trade centers and tributary areas of the Philippines.Geographical review, 203-218.
- Ullman, E. L. (1958). Regional development and the geography of concentration. Papers in Regional Science, 4(1), 179-198.
- Ullman, E. L. (1955). The role of transportation and the bases for interaction.
- Ullman E. L. (1954), Geography as spatial interaction, Interregional Linkages (Proceedings of the Western Committee on Regional Economic Analysis), Berkeley, p. 63-71 (chap. 1, Boyce ed., 1979).
- Ullman, E. L. (1954). Amenities as a factor in regional growth. Geographical Review, 119-132.
- Ullman, E. L. (1953). Human geography and area research. Annals of the Association of American Geographers, 43(1), 54-66.
- Ullman, E. L. (1949). The railroad pattern of the United States. Geographical Review, 242-256.
- Harris, C. D., & Ullman, E. L. (1945). The nature of cities. The Annals of the American Academy of Political and Social Science, 7-17.
- Ullman, E. L. (1943). Mobile: industrial seaport and trade center. University of Chicago.
- Ullman, E. L. (1941). A theory of location for cities. American Journal of sociology, 853-864.